# Выборы губернатора Орловской области (2023)
Выборы губернатора Орловской области 2023 года состоялись 8—10 сентября в единый день голосования.

## Ход выборов
5 июля 2023 года избирательная комиссия Орловской области объявила о завершении приёма документов от претендентов на должность губернатора региона. Ими стали: действующий губернатор Орловской области Андрей Клычков, его выдвинула партия КПРФ. От «Российского общенародного союза» — председатель местного отделения Владислав Абрамов. Партия «Новые люди» выдвинула президента областной Торгово-промышленной палаты и депутата регионального совета Светлану Ковалеву. От «Российской экологической партии „Зелёные“» — хозяин фермерского хозяйства Владимир Стебаков, а ЛДПР представил зампредседателя местного парламента Владислав Числов.
19 июля 2023 года избирком Орловской области завершил регистрацию кандидатов на выборы губернатора региона. Владислав Абрамов не смог пройти муниципальный фильтр. Позже по собственному желанию свою кандидатуру с выборов снял Владимир Стебаков.

## Результаты выборов
В регионе на 1 июля 2023 года было зарегистрировано 604 151 избирателей. Явка на выборах губернатора Орловской области 2023 года, согласно данным местного избиркома, составила 55,98 % — 337 273 граждан с правом голоса. Работали 682 избирательных участка. Губернатором региона был избран действующий глава Андрей Клычков с результатом 82,09 %. Второе место завоевал Владислав Числов с результатом 8,37 %. Третье — Светлана Ковалева, за которую проголосовали 7,17 % избирателей.
| Место | Место | Кандидат          | Голосов | %     |
| ----- | ----- | ----------------- | ------- | ----- |
|       | 1.    | Андрей Клычков    | 276 842 | 82,09 |
|       | 2.    | Владислав Числов  | 28 230  | 8,37  |
|       | 3.    | Светлана Ковалева | 24 194  | 7,17  |